# 黄岗街道
黄岗街道，是中华人民共和国广东省肇庆市端州区下辖的一个街道办事处，2010年10月13日由原黄岗镇撤镇设街。
2013年4月28日，肇庆市人民政府批复同意调整端州区街道行政管辖范围，将原城南街道二塔、羚山2个社区划归黄岗街道管辖，将黄岗街道工农、厚岗、岩前、景山岗4个社区划归城东街道管辖。

## 历史沿革
明洪武十二年（1379年），黄岗街道境域设黄冈都。
民国二十九年（1940年），属东屯乡，后属东文乡。
1950年9月，称双东乡。
1958年9月，双东乡与二桂乡合并为肇庆市郊区公社。
1974年1月，设下黄岗公社。
1983年9月，黄岗公社改为黄岗区。
1987年，改为黄岗镇。
2010年10月，改为端州区黄岗街道。

## 行政区划
黄岗街道下辖以下地区：
二塔社区、羚山社区、双东南社区、双东北社区、嘉湖社区、河旁村、东岗村、沙湖村、石牌村、大冲村、下黄岗一村、蓝塘村和下黄岗二村。

## 中国传统村落
2012年，白石村被评为首批“中国传统村落”。